# Оксалат европия(III)
Оксалат европия(III) — неорганическое соединение, 
соль европия и щавелевой кислоты с формулой Eu2(C2O4)3,
бесцветные (белые) кристаллы,
не растворяется в воде,
образует кристаллогидрат.

## Получение
- Осаждение щавелевой кислотой из подкисленных растворов солей европия:

{\displaystyle {\mathsf {2EuCl_{3}+3H_{2}C_{2}O_{4}+10H_{2}O\ {\xrightarrow {}}\ Eu_{2}(C_{2}O_{4})_{3}\cdot 10H_{2}O\downarrow +6HCl}}}

## Физические свойства
Оксалат европия(III) образует бесцветные (белые) кристаллы.
Практически не растворяется в воде, растворимость безводного оксалата 1.05 мг/л, произведение растворимости  10-26,6.
Растворяется в слабых растворах кислот.
Образует кристаллогидрат состава Eu2(C2O4)3•10H2O.

## Химические свойства
- Кристаллогидрат ступенчато теряет воду в интервале температур 55 — 140°С.
- При умеренном нагревании кристаллогидрата образуется оксокарбонат:

{\displaystyle {\mathsf {Eu_{2}(C_{2}O_{4})_{3}\cdot 10H_{2}O\ {\xrightarrow {400-420^{o}C}}\ Eu_{2}O_{2}CO_{3}+2CO_{2}+3CO+10H_{2}O}}}
- Разлагается при сильном нагревании:

{\displaystyle {\mathsf {Eu_{2}(C_{2}O_{4})_{3}\ {\xrightarrow {800-1000^{o}C}}\ Eu_{2}O_{3}+3CO_{2}+3CO}}}